# Ígor Stravinski
Ígor Stravinski (rus: Игорь Фёдорович Стравинский)  (Lomonóssov, 5 de juny de 1882 (Julià) - Nova York, 6 d'abril de 1971), nom complet amb patronímic Ígor Fiódorovitx Stravinski, fou un compositor rus, posteriorment nacionalitzat francès (1934) i estatunidenc (1945). Va compondre una gran quantitat d'obres clàssiques abordant diversos estils com el Primitivisme, el Neoclassicisme i el Serialisme, però és conegut mundialment sobretot per tres obres del seu anomenat període rus: L'ocell de foc (1910), Petruixka (1911) i La consagració de la primavera (1913). Per a molts, aquests ballets clàssics, atrevits i innovadors, pràcticament van reinventar el gènere. Stravinski també va escriure per a diversos tipus de conjunts en un ampli espectre de formes clàssiques, des d'òpera i simfonia a petites peces per a piano i obres per a grups de jazz. Es considera àmpliament un dels compositors més importants i influents del segle XX i una figura cabdal de la música modernista.
Stravinski també va aconseguir fama com a pianista i director d'orquestra, sovint de les seues pròpies composicions. Va ser també escriptor; amb l'ajuda d'Alexis Roland-Manuel va compilar un treball teòric titulat Poètica musical, on va deixar la famosa frase: "La música és incapaç d'expressar res per si mateixa". Robert Craft va tenir diverses entrevistes amb el compositor, les quals van ser publicades com Conversations with Stravinsky (Converses amb Stravinski). Va visitar Catalunya en sis ocasions, i a la primera, al 1924, després de celebrar tres concerts amb l'Orquestra Pau Casals al Gran Teatre del Liceu, va manifestar: "Barcelona serà per a mi inoblidable. El que més m’ha agradat ha estat la catedral i les sardanes".
El pare de Stravinski era un cantant d'òpera de baix establert, i Stravinski va créixer prenent classes de piano i teoria musical. Mentre estudiava dret a la Universitat de Sant Petersburg, va conèixer Nikolai Rimski-Kórsakov i va estudiar amb ell fins a la mort d'aquest el 1908. Stravinski va conèixer l'⁣empresari Serguei Diàguilev poc després, que va encarregar a Stravinski que escrivís tres ballets: L'ocell de foc (1910), Petruixka (1911) i La consagració de la primavera (1913), l'últim dels quals li va donar fama internacional després del quasi motí a l'estrena, i va canviar la manera com els compositors entenien l'estructura rítmica.
La carrera compositiva de Stravinski es divideix en tres períodes: el seu període rus (1913-1920), el seu període neoclàssic (1920-1951) i el seu període serialista (1954-1968). El període rus de Stravinski es va caracteritzar per la influència dels estils i el folklore russos. Renard (1916) i Les noces (1923) es basaven en la poesia popular russa, i obres com Histoire du soldat van barrejar aquests contes populars amb estructures musicals populars, com el tango, el vals, el ragtime i el coral. El seu període neoclàssic va mostrar temes i tècniques del període clàssic, com l'ús de la forma sonata en el seu Octet (1923) i l'ús de temes mitològics grecs en obres com Apollon musagète (1927), Oedipus Rex (1927) i Perséphone (1935). En el seu període serial, Stravinski es va dirigir cap a les tècniques de composició de la Segona Escola Vienesa com la tècnica de dotze tons d'⁣Arnold Schönberg. In Memoriam Dylan Thomas (1954) va ser la primera de les seves composicions que es basava completament en la tècnica, i Canticum Sacrum (1956) va ser la primera que es va basar en una fila de tons. L'última obra important de Stravinski va ser els Requiem Canticles (1966), que es va interpretar al seu funeral.
Mentre que alguns compositors i acadèmics de l'època no els agradava la naturalesa avantguardista de la música de Stravinski, en particular La consagració de la primavera, els escriptors posteriors van reconèixer la seva importància per al desenvolupament de la música modernista. Les revolucions del ritme i el modernisme de Stravinski van influir en compositors com Aaron Copland, Philip Glass, Béla Bartók i Pierre Boulez, tots ells "es van sentir impulsats per afrontar els reptes plantejats per La consagració de la primavera", com va escriure George Benjamin a The Guardian. El 1998, la revista Time va nomenar Stravinski com una de les 100 persones més influents del segle. Stravinski va morir d'⁣edema pulmonar el 6 d'abril de 1971 a la ciutat de Nova York.

## Biografia

### Primers anys, 1882–1901

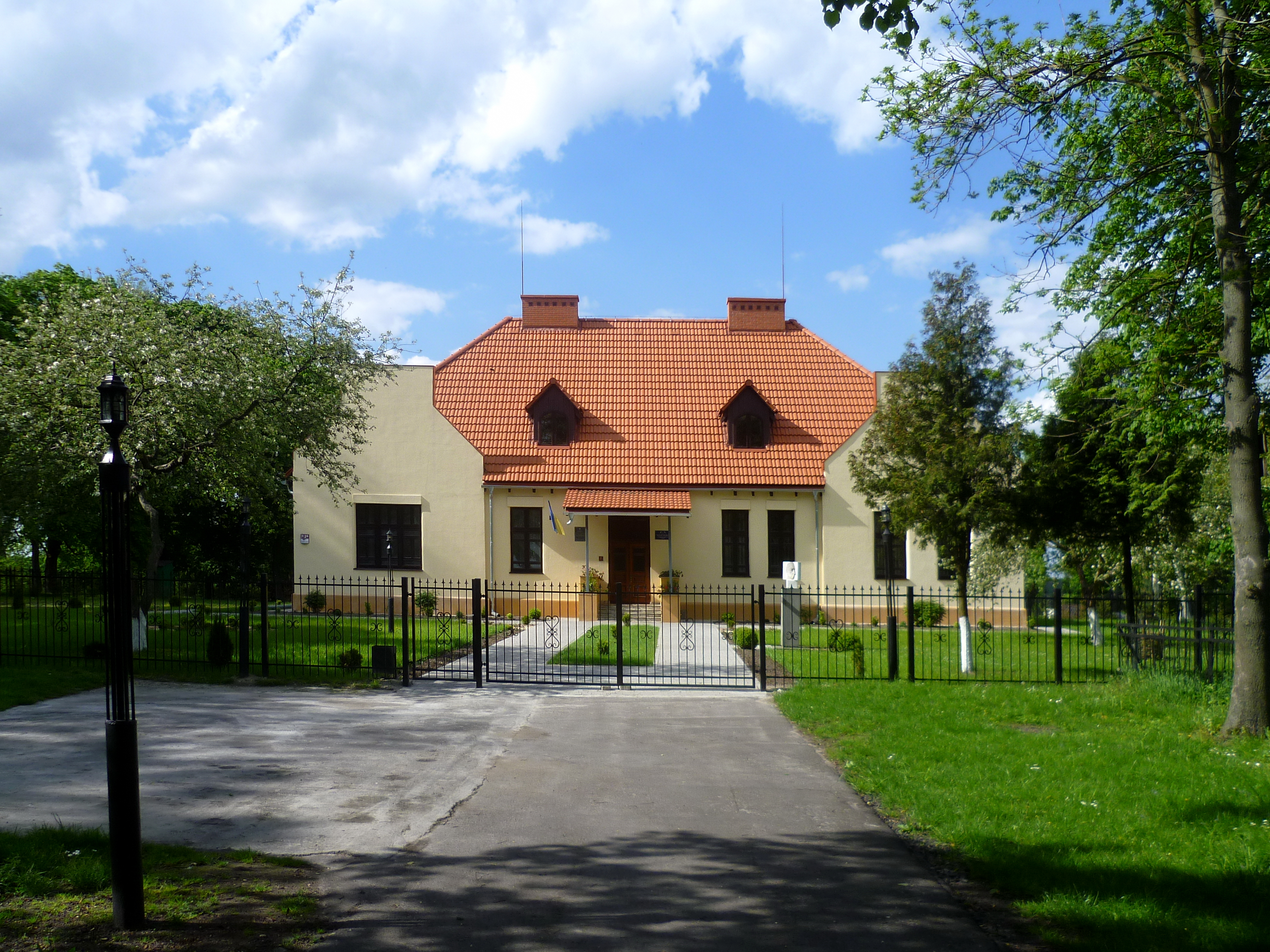
La casa Stravinski a Ustilug, l'actual Ucraïna

Stravinski va néixer el 17 de juny de 1882 a la ciutat d'⁣Oranienbaum (actual Lomonsòsov), a la costa sud del golf de Finlàndia, 40 km a l'oest de Sant Petersburg. El seu pare, Fiódor Ignatievitx Stravinski, era un reconegut cantant d'òpera baix establert a l'⁣Òpera de Kíev i al Teatre Mariïnski de Sant Petersburg i la seva mare, Anna Kirillovna Stravinskaia (de soltera Kholodovskaia; 1854–1939), nativa de Kíev, era una de les quatre filles d'un alt funcionari del Ministeri d'Estats de Kíev. Igor era el tercer dels seus quatre fills; els seus germans eren Roman, Iuri i Guri. La família Stravinski era d'herència polonesa i russa, descendent "d'una llarga línia de grans, senadors i terratinents polonesos". Es remunta als segles XVII i XVIII fins als portadors de l'escut de Sulima i Strawiński. El cognom original de la família era Sulima-Strawiński; el nom "Stravinski" prové de la paraula "Strava", una de les variants del riu Streva a Lituània.
El 10 d'agost de 1882, Stravinski va ser batejat a la catedral de sant Nicolau de Sant Petersburg. La primera escola de Stravinski va ser el segon gimnàs de Sant Petersburg, on va romandre fins a la meitat de l'adolescència. Després, es va traslladar al gimnàs Gourevitx, una escola privada, on va estudiar història, matemàtiques i idiomes (llatí, grec, francès, alemany, eslau i el seu rus natal). Stravinski va expressar el seu disgust general per l'escolaritat i va recordar que era un alumne solitari: "Mai em vaig trobar amb ningú que tingués cap atracció real per mi".
Al voltant dels vuit anys, va assistir a una representació del ballet de Piotr Ilitx Txaikovski La bella dorment al Teatre Mariïnski, que va començar un interès de tota la vida pels ballets i Txaikovski. Stravinski es va dedicar a la música a una edat primerenca i va començar amb classes regulars de piano als nou anys, seguides d'una classe de teoria musical i composició. Als catorze anys, Stravinski va dominar el Concert per a piano núm. 1 de Mendelssohn, i als quinze va acabar una reducció per a piano d'un quartet de corda d'⁣Aleksandr Glazunov, que segons es diu considerava Stravinski poc musical i pensava poc en les seves habilitats.

### Educació i primeres composicions, 1901–1909
Malgrat l'entusiasme i la capacitat musical de Stravinski, els seus pares esperaven que estudiés dret. El 1901, es va matricular a la Universitat de Sant Petersburg, estudiant dret penal i filosofia jurídica, però l'assistència a les conferències era opcional i Stravinski va estimar que havia anat a menys de cinquanta classes en els seus quatre anys d'estudi.

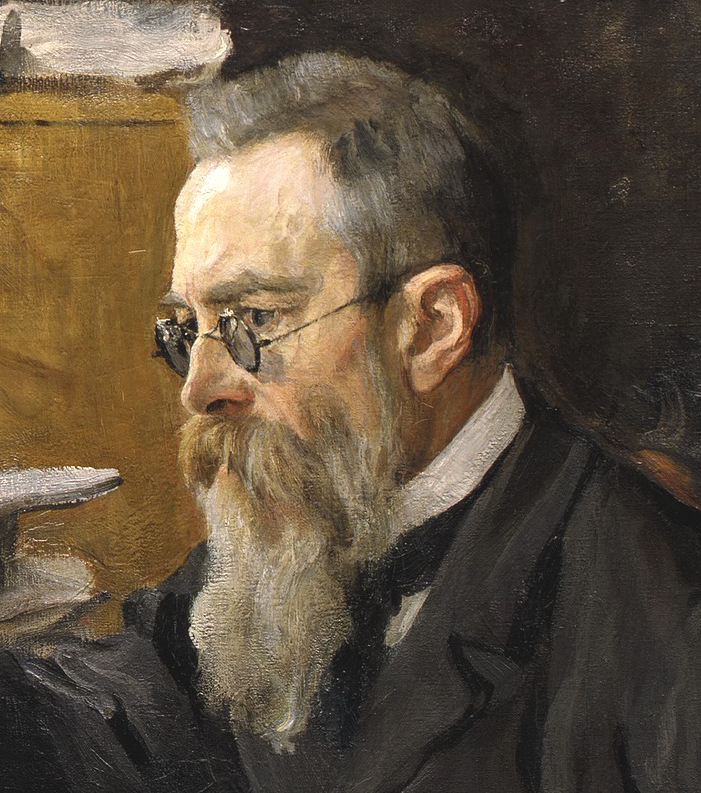
Nikolai Rimski-Kórsakov, pintat per Valentín Serov el 1898

El 1902, Stravinski va conèixer Vladimir Rimski-Kórsakov, un company d'estudis de la Universitat de Sant Petersburg i el fill petit de Nikolai Rimski-Kórsakov. Nikolai en aquella època era sens dubte el principal compositor rus, i era professor al Conservatori de Sant Petersburg. Stravinski volia conèixer-lo per parlar de les seves aspiracions musicals. Va passar l'estiu de 1902 amb Rimski-Kórsakov i la seva família a Heidelberg, Alemanya. Rimski-Kórsakov va suggerir a Stravinski que no ingressés al Conservatori de Sant Petersburg sinó que continués les classes particulars de teoria.
En el moment de la mort del seu pare el 1902, Stravinski passava més temps estudiant música que dret. La seva decisió de dedicar-se a la música a temps complet va ser facilitada quan la universitat va tancar durant dos mesos el 1905 arran del Diumenge Sagnant, que li va impedir fer els exàmens finals de dret. L'abril de 1906, Stravinski va rebre un diploma de mig curs i després es va concentrar en la música. El 1905, havia començat a estudiar amb Rimski-Kórsakov dues vegades per setmana i va arribar a considerar-lo com un segon pare. Aquestes lliçons van continuar fins a la mort de Rimski-Kórsakov el 1908. Stravinski va completar la seva primera composició durant aquest temps, la Simfonia en mi bemoll, catalogada com a opus 1. El 1908, poc després de la mort de Rimski-Kórsakov, Stravinski va compondre Cançó fúnebre, op. 5, que es va interpretar una vegada i després es va considerar perduda fins al seu redescobriment el 2015.
L'agost de 1905, Stravinski es va comprometre amb la seva cosina germana, Iekaterina Gavrilovna Nosenko. Malgrat l'oposició de l'⁣Església Ortodoxa al matrimoni entre cosins germans, la parella es va casar el 23 de gener de 1906. Vivien a la residència familiar al 66 del canal Krukov a Sant Petersburg abans de traslladar-se a una nova casa a Ustilug, que Stravinski va dissenyar i construir, escollida perquè Stravinski hi havia passat molts estius de petit amb el seu sogre. Stravinski hi va treballar en moltes de les seves primeres composicions, com ara Cançó fúnebre, la revisió de Feu d'artifice, Le Rossignol i algunes parts de La consagració de la primavera. Ara és un museu amb documents, cartes i fotografies exposades, i un Festival Stravinski anual té lloc a la ciutat propera de Lutsk. La parella va tenir dos fills, Fiódor i Ludmila, que van néixer el 1907 i el 1908, respectivament.

### Ballets per a Diàguilev i fama internacional, 1909–1920

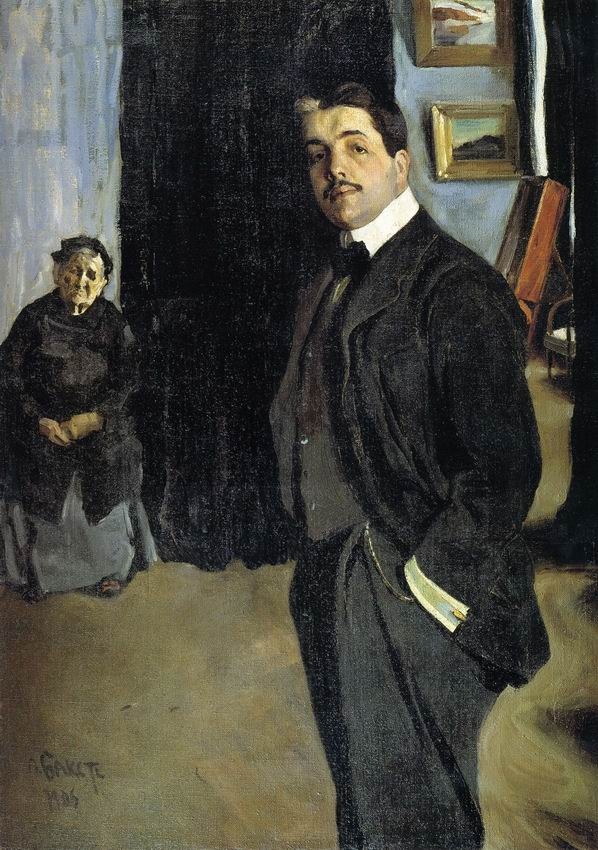
Serguei Diàguilev en una pintura de 1906 de Léon Bakst

El 1909, Stravinski havia compost dues peces més, Scherzo fantastique, op. 3, i Feu d'artifice, op. 4. El febrer d'aquell any, totes dues es van presentar a Sant Petersburg en un concert que va marcar un punt d'inflexió en la carrera de Stravinski. Entre el públic hi havia Serguei Diàguilev, un empresari rus i propietari dels Ballets Russos que va quedar impactat amb les composicions de Stravinski. Va encarregar a Stravinski que escrivís algunes orquestracions per a la temporada de ballet de 1909, que es van acabar a l'abril d'aquell any. Mentre planejava la temporada de ballet de 1910, Diàguilev desitjava posar en escena un nou ballet de talent fresc basat en el conte de fades rus de L'ocell de foc. Després que Anatoli Liàdov rebés l'encàrrec de compondre la partitura, va informar Diàguilev que necessitava aproximadament un any per completar-la. Aleshores, Diàguilev va preguntar a Stravinski, de 28 anys, que ja havia començat a treballar en la partitura en previsió de l'encàrrec. Amb uns 50 minuts de durada, L'ocell de foc va ser revisat per Stravinski en suites de concerts el 1919 i el 1945.
L'ocell de foc es va estrenar a l'⁣Òpera de París el 25 de juny de 1910 amb una gran aclamació de la crítica i Stravinski es va convertir en una sensació de la nit al dia. Com la seva dona estava embarassada, els Stravinski van passar l'estiu a La Baule, a l'oest de França. Al setembre es van traslladar a Clarens, Suïssa, on va néixer el seu segon fill, Soulima. Stravinski comptaria amb Nadia Boulanger per a portar l'educació i formació musical del seu fill. La família passaria els estius a Rússia i els hiverns a Suïssa fins al 1914. Diàguilev va encarregar a Stravinski que escribís un segon ballet per a la temporada de París de 1911. El resultat va ser Petruixka, basat en el conte popular rus que protagonitza el personatge titular, un titella, que s'enamora d'un altre, una ballarina. Tot i que no va aconseguir captar la recepció immediata que va tenir L'ocell de foc després de la seva estrena al Théâtre du Châtelet el juny de 1911, la producció va continuar amb l'èxit de Stravinski.

Va ser el tercer ballet de Stravinski per a Diàguilev, La consagració de la primavera, que va causar sensació entre els crítics, els companys compositors i els assistents a concerts. Basat en una idea pensada per Stravinski mentre componia L'ocell de foc, la producció presenta una sèrie de rituals pagans primitius que celebren l'arribada de la primavera. La partitura de Stravinski contenia moltes característiques noves per a la seva època, inclosos experiments en tonalitat, mètrica, ritme, tensió i dissonància. La naturalesa radical de la música i la coreografia va provocar uns grans disturbis en la seva estrena al Théâtre des Champs-Élysées el 29 de maig de 1913.
Poc després de l'estrena, Stravinski va contreure la febre tifoidea per menjar ostres dolentes i va ser tancat a una residència d'avis de París. Va sortir el juliol de 1913 i va tornar a Ustilug. Durant la resta de l'estiu es va centrar en la seva primera òpera, Le rossignol, basada en una història de Hans Christian Andersen, que Stravinski havia començat el 1908. El 15 de gener de 1914, Stravinski i Nosenko van tenir el seu quart fill, Marie Milène (o Maria Milena). Després de part, es va descobrir que Nosenko tenia tuberculosi i va ser internada en un sanatori a Leysin, als Alps. Stravinski es va instal·lar a prop, on va completar Le rossignol. L'obra es va estrenar a París el maig de 1914, després que el Teatre Lliure de Moscou l'hagués encarregat per 10.000 rubles, però aviat va fer fallida. Diàguilev va acceptar que els Ballets Russos la posessin en escena. L'òpera només va tenir un èxit tebi entre el públic i la crítica, pel que sembla perquè la seva delicadesa no va complir les seves expectatives després de la tumultuosa La consagració de la primavera. Tanmateix, compositors com Maurice Ravel, Béla Bartók i Reynaldo Hahn van trobar molt a admirar en l'artesania de la partitura, fins i tot van afirmar detectar la influència d'⁣Arnold Schönberg.

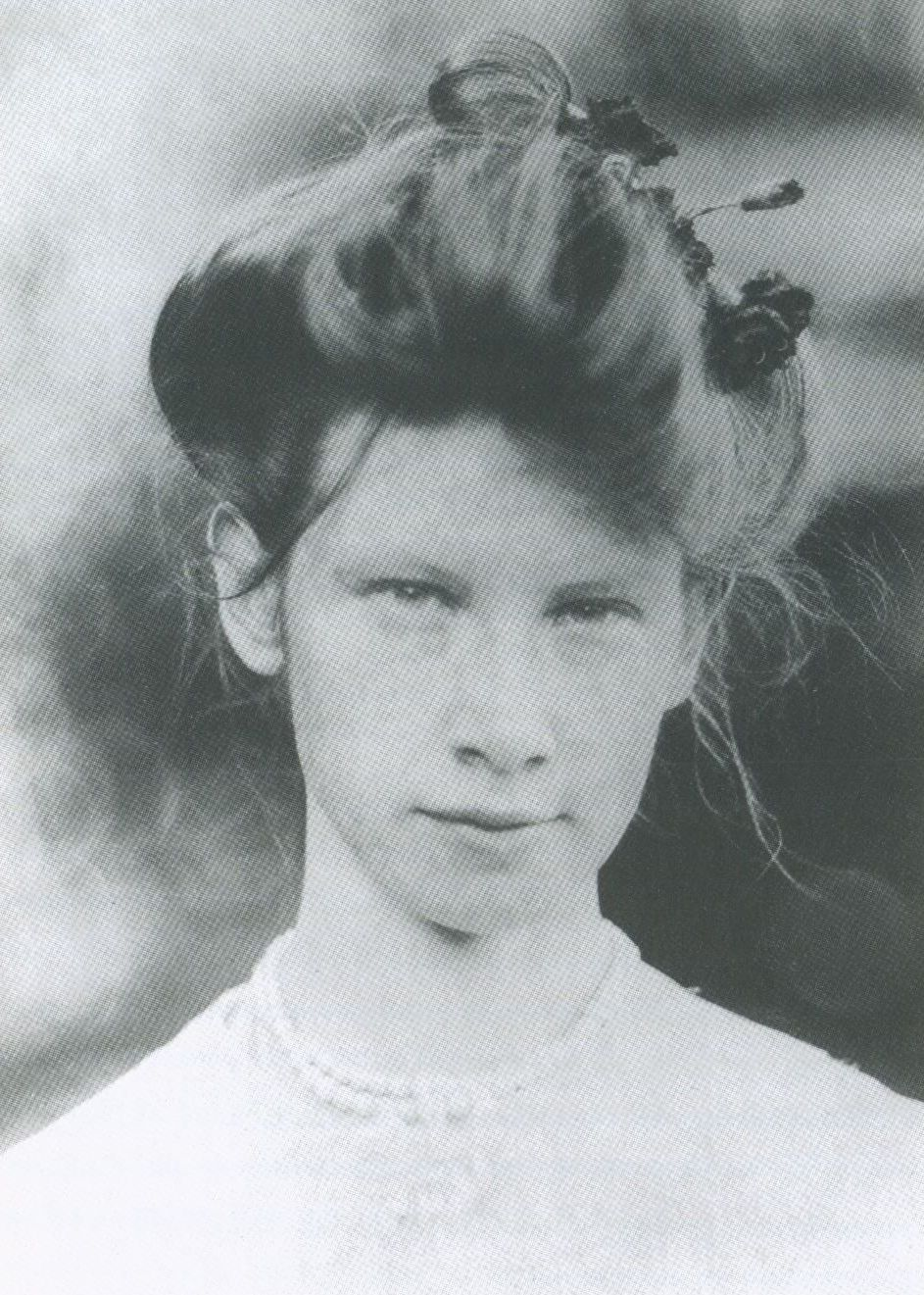
Iekaterina Stravinski el 1907

L'abril de 1914, Stravinski i la seva família van tornar a Clarens. Stravinski no va ser elegible per al servei militar a la Guerra Mundial a causa de la seva història de tifoide. Va fer una breu visita a Ustilug per recuperar objectes personals just abans que es tanquessin les fronteres. El juny de 1915, ell i la seva família es van traslladar de Clarens a Morges, una ciutat a 10 km de Lausana a la vora del llac Léman. La família hi va viure (a tres domicilis diferents), fins al 1920. El desembre de 1915, Stravinski va fer el seu debut com a director en dos concerts a favor de la Creu Roja amb L'ocell de foc. La guerra i la posterior Revolució Russa de 1917 van fer impossible que Stravinski tornés a la seva terra natal.
Stravinsky va començar a lluitar econòmicament a finals dels anys 1910. Quan Rússia (i el seu successor, l'⁣URSS) no es va adherir a la Convenció de Berna i les conseqüències de la Primera Guerra Mundial van deixar els països en ruïna, els drets d'autor per les interpretacions de les peces de Stravinski van deixar d'arribar. Stravinski, demanant ajuda financera, es va acostar al filantrop suís Werner Reinhart, que va acceptar patrocinar-lo i subscriure en gran part la primera representació de L'Histoire du soldat el setembre de 1918. En agraïment, Stravinski va dedicar l'obra a Reinhart i li va donar el manuscrit original. Reinhart va donar suport encara més a Stravinski quan va finançar una sèrie de concerts de la seva música de cambra el 1919. En agraïment al seu benefactor, Stravinski va dedicar les seves Tres peces per a clarinet a Reinhart, que era un clarinetista aficionat. Stravinski va viatjar a París per assistir a l'estrena de Pulcinella dels Ballets Russos el 15 de maig de 1920, i va tornar després a Suïssa.

### La vida a França, 1920–1939
El juny de 1920, Stravinski i la seva família van marxar de Suïssa cap a França, primer instal·lant-se a Carantec per a l'estiu mentre buscaven una llar permanent a París.
Aviat van tenir notícies de la modista Coco Chanel, que va convidar la família a viure a la seva mansió de París fins que no trobessin la seva pròpia residència. Els Stravinski van acceptar i van arribar al setembre. Stravinski i Chanel es van convertir ràpidament en amants, però l'aventura va ser curta i va acabar el maig de 1921. Va ajudar a assegurar una garantia per a una producció de revifalla de La consagració de la primavera pels Ballets Russos el desembre de 1920 amb un regal anònim a Diàguilev que es va dir que valia 300.000 francs.
El 1920, Stravinski va signar un contracte amb l'empresa francesa de fabricació de pianos Pleyel. Com a part de l'acord, Stravinski va transcriure la majoria de les seves composicions per la seva pianola, la Pleyela. L'empresa va ajudar a cobrar els drets mecànics de Stravinski per les seves obres i li va proporcionar uns ingressos mensuals. El 1921, se li va donar un espai d'estudi a la seu de París on treballava i entretenia amics i coneguts. Els rotlles de pianola no es van gravar, sinó que es van marcar a partir d'una combinació de fragments manuscrits i notes manuscrites de Jacques Larmanjat, director musical del departament de rotlles de Pleyel. Durant la dècada de 1920, Stravinski va gravar rotlles de pianola Duo-Art per a l'Aeolian Company a Londres i Nova York.
Stravinski va conèixer Vera Sudéikin a París el febrer de 1921,  mentre estava casada amb el pintor i escenògraf Serguei Sudéikin, i van començar una aventura que va fer que Vera deixés el seu marit a la primavera de 1922.

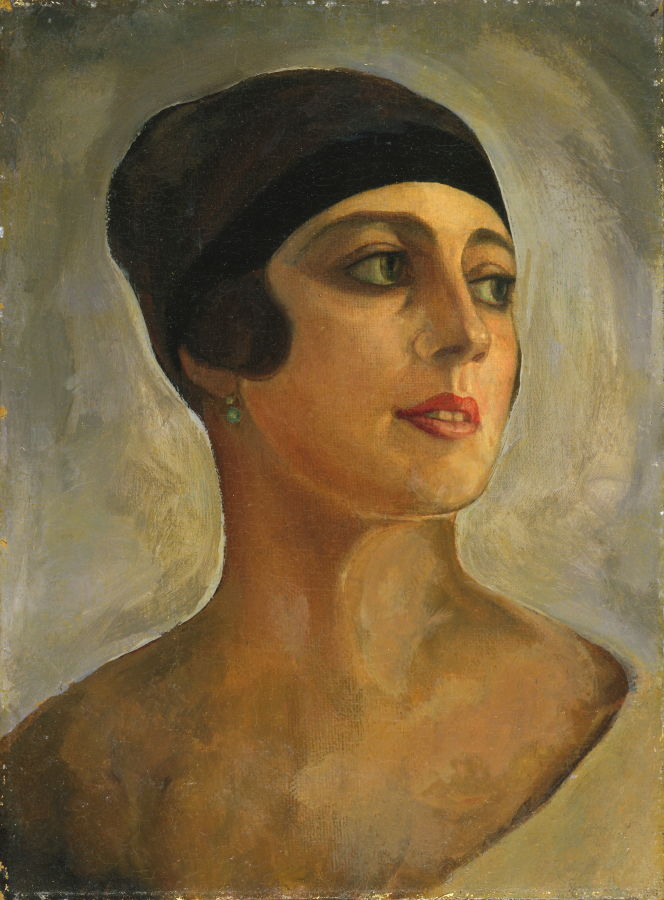
Vera de Bosset el 1924, pintada per Serguei Sudéikin

El juny de 1923 es va estrenar a París el ballet Les noces de Stravinski i interpretat pels Ballets Russos. El mes següent, va començar a rebre diners d'un mecenes dels EUA que va insistir a mantenir-se en l'anonimat i només es va identificar com a "Madame". Van prometre enviar-li 6.000 dòlars en el transcurs de tres anys i li van enviar a Stravinski un xec inicial de 1.000 dòlars. El posterior estudiant de Stravinski, Robert Craft, va creure que el mecenes era el famós director d'orquestra Leopold Stokowski, a qui Stravinski havia conegut feia poc, i va teoritzar que el director volia guanyar-se Stravinski per visitar els EUA.
El setembre de 1924, Stravinski va comprar una nova casa a Niça. Aquí, el compositor va tornar a avaluar les seves creences religioses i va tornar a connectar amb la seva fe cristiana amb l'ajuda d'un sacerdot rus, el pare Nicolau. També va pensar en el seu futur i va aprofitar l'experiència de dirigir l'estrena del seu Octet en un dels concerts de Serge Koussevitzky l'any anterior per continuar la seva carrera com a director. Koussevitzky va demanar a Stravinski que compongués una nova peça per a un dels seus pròxims concerts; Stravinski va acceptar un concert per a piano. El Concert per a piano i instruments de vent es va interpretar per primera vegada el maig de 1924 amb Stravinski com a solista. La peça va ser un èxit, i Stravinski es va assegurar els drets exclusius per interpretar l'obra durant els següents cinc anys. Stravinski va visitar Catalunya sis vegades, i la primera, l'any 1924, després de fer tres concerts amb l'⁣Orquestra Pau Casals al Gran Teatre del Liceu, va dir: "Barcelona sempre serà inoblidable per a mi. El que més em va agradar va ser la catedral i les sardanes". Després d'una gira europea durant la segona meitat de 1924, Stravinski va completar la seva primera gira als Estats Units a principis de 1925, que va durar dos mesos. Va obrir amb Stravinsky dirigint un programa al Carnegie Hall dedicat a les seves obres.
El 1926, Stravinski va tornar a l'Església Ortodoxa, després d'haver estat commogut per una cerimònia a la basílica de Sant Antoni de Pàdua mentre feia una gira de concerts de primavera. El maig de 1927 es va estrenar a París l'òpera - oratori de Stravinski Oedipus Rex. El finançament de la seva producció va ser en gran part proporcionat per Winnaretta Singer, la princesa Edmond de Polignac, que va pagar 12.000 francs per una previsualització privada de la peça a casa seva. Stravinski va donar els diners a Diàguilev per ajudar a finançar les actuacions públiques. L'estrena al Théâtre Sarah-Bernhardt va rebre una reacció negativa, considerada pel pintor Borís Grigóriev per la seva suavitat en comparació amb L'ocell de foc, cosa que va irritar Stravinski, que havia començat a molestar-se per la fixació del públic en els seus primers ballets. L'estiu de 1927, Stravinski va rebre un encàrrec d'⁣Elizabeth Sprague Coolidge, el primer que rebria dels Coolidge als Estats Units. Coolidge, un ric mecenes de la música, va sol·licitar una partitura de ballet de trenta minuts per a un festival que se celebraria a la Biblioteca del Congrés, per una quota de 1.000 dòlars. Stravinski va acceptar i va escriure el ballet Apollo, que es va estrenar el 1928.

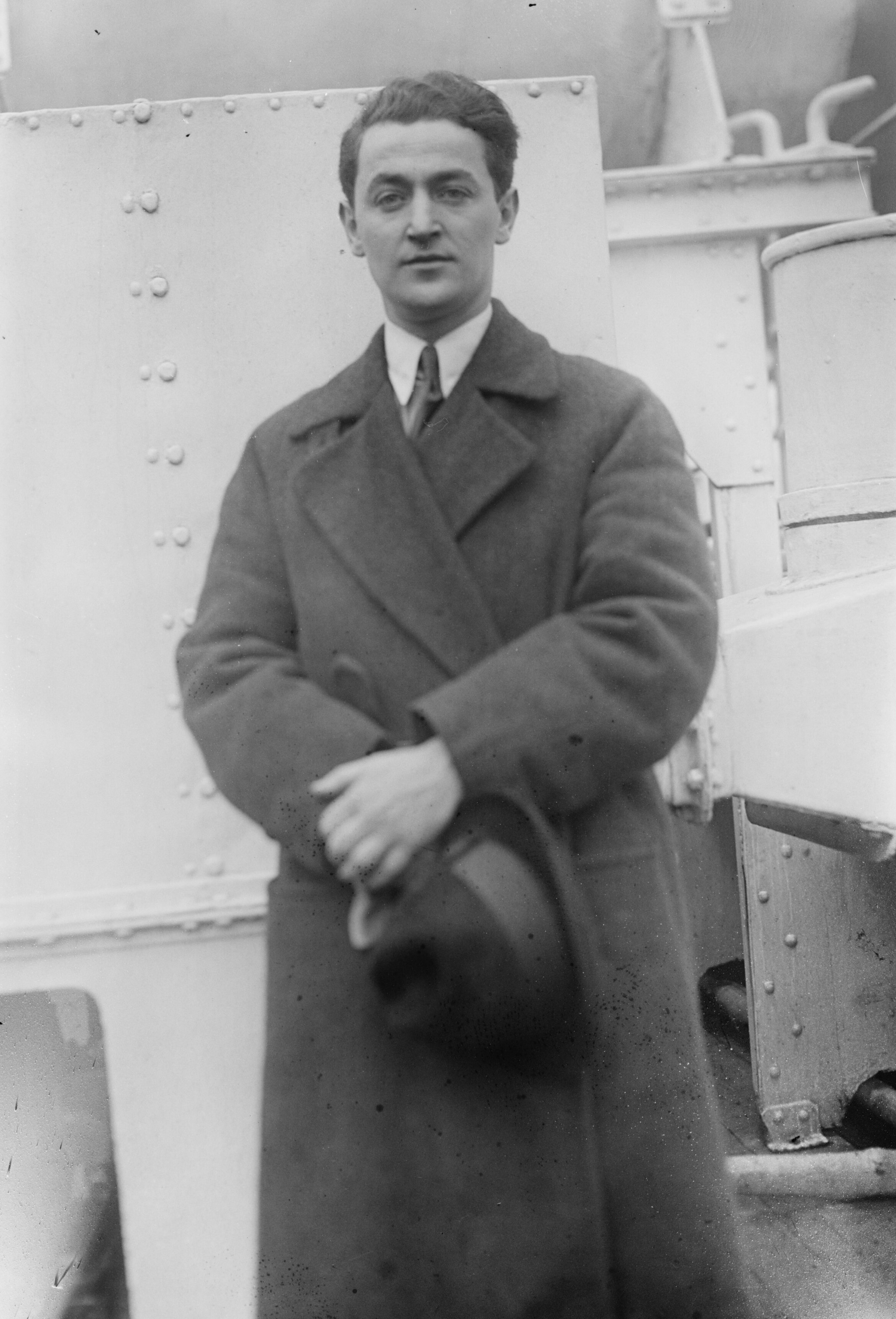
Samuel Dushkin, data desconeguda

Després de la mort de Diàguilev el 1929, Stravinski va continuar de gira per Europa, tocant l'estrena del seu Capriccio per a piano i orquestra a la Salle Pleyel el 6 de desembre i interpretant-lo després a moltes ciutats europees. Stravinski va fer una gira durant la major part del 1930 al 1933, component també les Simfonies per a instruments de vent per encàrrec de l'⁣Orquestra Simfònica de Boston i el seu Concert per a violí en re per a Samuel Dushkin. Després de fer una gira amb Dushkin, Stravinski va sentir-se inspirat a transcriure algunes de les seves obres per a violí i piano, i posteriorment va fer una gira amb aquestes transcripcions en "recitals" amb Dushkin. El 30 de maig de 1934, els Stravinski van adquirir la nacionalitat francesa per naturalització. Més tard, aquell any, es van traslladar a una casa a la Rue du Faubourg Saint-Honoré a París, on van romandre cinc anys. El compositor va utilitzar la seva ciutadania per publicar les seves memòries en francès, titulades Chroniques de ma Vie el 1935. La seva única composició d'aquell any va ser el Concert per a dos pianos sols, que va ser escrit per a ell i el seu fill Sviatoslav utilitzant un piano doble especial que Pleyel havia construït. La parella va completar una gira per Europa i Amèrica del Sud el 1936. L'abril de 1937, va dirigir el seu ballet de tres parts Jeu de cartes, un encàrrec per a la companyia de ballet de Lincoln Kirstein a la ciutat de Nova York amb coreografia de George Balanchine.
Al seu retorn a Europa, Stravinski va marxar de París cap a Annemasse, prop de la frontera suïssa, per estar a prop de la seva família, després que la seva dona i les seves filles Ludmila i Milena haguessin contret tuberculosi i estiguessin en un sanatori. Ludmila va morir a finals de 1938, seguida de la seva dona durant 33 anys, el març de 1939. El mateix Stravinski va passar cinc mesos a l'hospital de Sancellemoz, durant els quals la seva mare també va morir. Durant els seus darrers anys a París, Stravinski havia desenvolupat relacions professionals amb persones clau als Estats Units: ja estava treballant en la seva Simfonia en Do per a l'⁣Orquestra Simfònica de Chicago i havia acceptat acceptar la càtedra de poesia Charles Eliot Norton de 1939–. 1940 a la Universitat Harvard i mentre hi va ser, v pronunciar sis conferències sobre música com a part de les prestigioses conferències Charles Eliot Norton.

### La vida als Estats Units, 1939–1971

#### Primers anys dels EUA, 1939–1945
Stravinski va arribar a la ciutat de Nova York el 30 de setembre de 1939 i es va dirigir a Cambridge, Massachusetts, per complir els seus compromisos a Harvard. Durant els seus dos primers mesos als Estats Units, Stravinski es va allotjar a Gerry's Landing, la llar de l'historiador de l'art Edward W. Forbes. Vera Sudéikin va arribar el gener de 1940 i la parella es va casar el 9 de març a Bedford, Massachusetts. Després d'un període de viatge, tots dos es van mudar a una casa a Beverly Hills, Califòrnia, abans d'establir-se a Hollywood a partir de 1941. Stravinski va sentir que el clima més càlid de Califòrnia beneficiaria la seva salut. Stravinski s'havia adaptat a la vida a França, però traslladar-se a Amèrica a 58 anys era una perspectiva molt diferent. Durant un temps, va mantenir un cercle de contactes i amics emigrats de Rússia, però finalment va descobrir que això no sostenia la seva vida intel·lectual i professional. Es va sentir atret per la creixent vida cultural de Los Angeles, especialment durant la Segona Guerra Mundial, quan escriptors, músics, compositors i directors d'orquestra es van establir a la zona. El crític musical Bernard Holland va afirmar que Stravinski era especialment aficionat als escriptors britànics, que el van visitar a Beverly Hills, com WH Auden, Christopher Isherwood i més tard Dylan Thomas⁣: "Compartien el gust del compositor pels esperits durs, especialment Aldous Huxley, amb qui Stravinski parlava en francès". Stravinski i Huxley tenien la tradició de fer dinars els dissabtes per a l'avantguarda i les personalitats destacades de la costa oest.
El 1940, Stravinski va completar la seva Simfònica en Do i va dirigir l'Orquestra Simfònica de Chicago a la seva estrena més tard aquell any. En aquesta època, Stravinski va començar a associar-se a la música per a cinema; la primera pel·lícula important que va utilitzar la seva música va ser el llargmetratge d'animació de Walt Disney Fantasia (1940) que inclou parts de La consagració de la primavera reconvertides per Leopold Stokowski en un segment que representa la història de la Terra i l'era dels dinosaures. Orson Welles va instar Stravinski a escriure la partitura de Jane Eyre (1943), però les negociacions es van trencar; una peça utilitzada en una de les escenes de caça de la pel·lícula va ser utilitzada a l'obra orquestral Ode (1943) de Stravinski. També va fracassar una oferta per compondre The Song of Bernadette (1943); Stravinski va considerar que els termes eren massa favorables al productor. La música que havia escrit per a la pel·lícula es va utilitzar més tard en la seva Simfonia en tres moviments.
L'acord no convencional de setena dominant de Stravinski en el seu arranjament de l'Star-Spangled Banner va provocar un incident amb la policia de Boston el 15 de gener de 1944, i se li va advertir que les autoritats podrien imposar una multa de 100 dòlars sobre qualsevol "rearranjament de l'himne nacional, sigui total o parcial". La policia, com es va demostrar, s'equivocava. La llei en qüestió prohibeix utilitzar l'himne nacional "com a música de ball, com a marxa de sortida o com a part d'un popurri de qualsevol mena", però l'incident aviat es va establir com un mite, en el qual suposadament va ser arrestat Stravinski, detingut durant diverses nits, i fotografiat per als antecedents policials.
El 28 de desembre de 1945, els Stravinski es van convertir en ciutadans nord-americans naturalitzats. El seu patrocinador i testimoni va ser l'actor Edward G. Robinson.

#### Últimes obres importants, 1945–1966

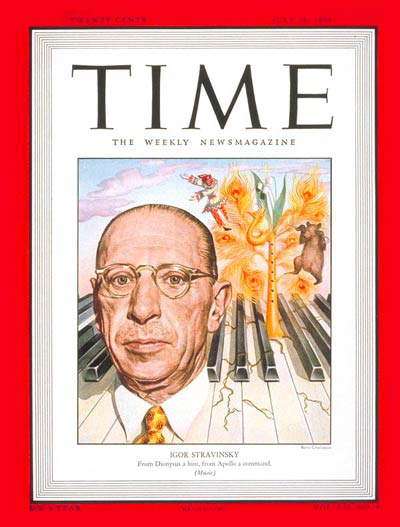
Stravinski a la portada de TIME el 1948

El mateix dia que Stravinsky es va convertir en ciutadà nord-americà, va organitzar que Boosey &amp; Hawkes publiquessin reordenacions de diverses de les seves composicions i va utilitzar la seva recentment adquirida ciutadania nord-americana per assegurar-se els drets d'autor del material, la qual cosa li va permetre guanyar diners amb elles. El contracte de cinc anys es va finalitzar i en va signar un de nou el gener de 1947, el qual incloïa una garantia de 10.000 dòlars per als dos primers anys, i després 12.000 dòlars pels tres anys restants.
A finals de 1945, Stravinski va rebre un encàrrec d'Europa, el seu primer des de Perséphone, en forma d'una peça per a corda per al 20è aniversari de l'Orquestra de Cambra de Basilea de Paul Sacher. El Concert en re es va estrenar el 1947. El gener de 1946, Stravinski va dirigir l'estrena de la seva Simfonia en tres moviments al Carnegie Hall de la ciutat de Nova York. Va ser la seva primera estrena als EUA. L'any 1947, Stravinski es va inspirar per escriure la seva òpera en anglès The Rake's Progress per una visita a una exposició de Chicago de la sèrie de pintures del mateix títol de l'artista britànic del segle XVIII William Hogarth, que explica la història d'un gosset de moda descendint a la ruïna. W.H Auden i l'escriptor Chester Kallman van treballar en el llibret. L'òpera es va estrenar el 1951 i marca l'obra final del període neoclàssic de Stravinski.  Mentre componia The Rake's Progress, Stravinski va conèixer Robert Craft, a qui Stravinski va convidar a casa seva a Hollywood com a assistent personal. Craft aviat es va convertir en "l'amic més proper de Stravinski, el seu confident, amanuense, portaveu i company d'orquestra", com va escriure Jay Harrison al New York Herald Tribune. Craft va animar el compositor a explorar la música serialista i els compositors de la Segona Escola vienesa, començant el tercer i últim període musical diferent de Stravinski, que va durar fins a la seva mort.
El 1953, Stravinski va acceptar compondre una nova òpera amb un llibret de Dylan Thomas, que detallava la recreació del món després que un home i una dona romanguessin a la Terra després d'un desastre nuclear. El desenvolupament del projecte va arribar a un final sobtat després de la mort de Thomas el novembre d'aquell any. Stravinski va completar In Memoriam Dylan Thomas, una peça per a tenor, quartet de corda i quatre trombons, el 1954. Stravinski va compondre la seva cantata Canticum Sacrum per al Festival Internacional de Música Contemporània de Venècia, al qual va dedicar l'obra, i es va estrenar el 13 de setembre de 1956. L'obra va inspirar al Norddeutscher Rundfunk a encarregar adaptació musical Threni el 1957, que va ser estrenat per la seva orquestra i cor el 23 de setembre de 1958. El 1959, Craft va entrevistar a Stravinski per a un article titulat Respostes a 35 preguntes, en què Stravinski va corregir una sèrie de mites que l'envoltaven i va parlar de les seves relacions amb molts dels seus col·laboradors. L'article es va ampliar més tard en un llibre, i durant els quatre anys següents, es van publicar tres llibres més d'aquest estil gràcies a la iniciativa de Craft. 

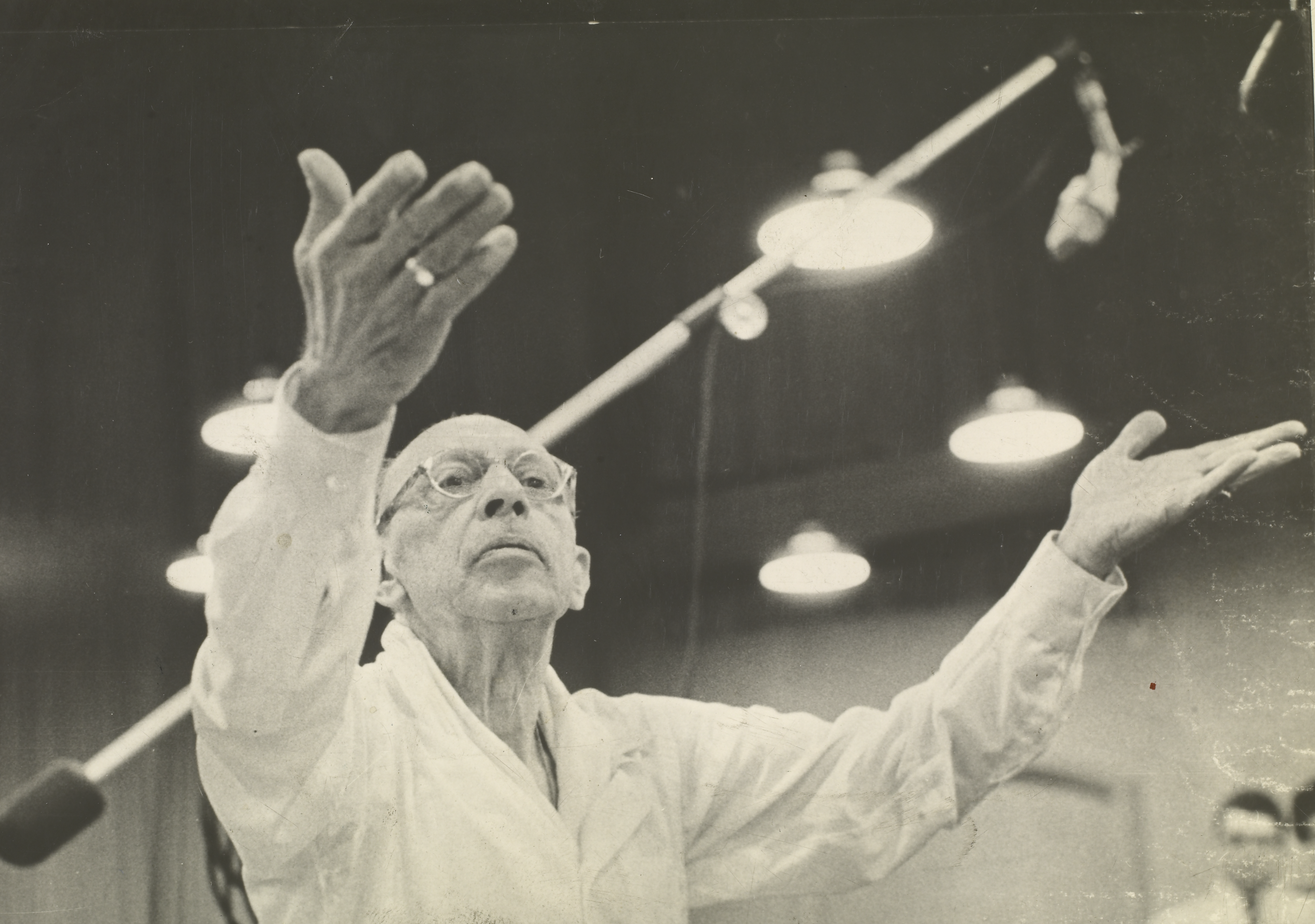
Stravinski el 1962

El 1961, els Stravinski i Craft van viatjar a Londres, Zuric i el Caire de camí cap a Austràlia, on tots dos van dirigir concerts de tot Stravinski a Sydney i Melbourne. Van tornar a Califòrnia via Nova Zelanda, Tahití i Mèxic. El gener de 1962, durant l'aturada de la seva gira a Washington, DC, Stravinski va assistir a un sopar a la Casa Blanca amb el president John F. Kennedy en honor al seu 80è aniversari, on va rebre una medalla especial pel "reconeixement que la seva música ha aconseguit al llarg del món". El setembre de 1962, Stravinski va tornar a Rússia per primera vegada des de 1914, acceptant una invitació de la Unió de Compositors Soviètics per dirigir sis representacions a Moscou i Leningrad. Durant la visita de tres setmanes es va reunir amb el primer ministre soviètic Nikita Khrusxov i diversos compositors soviètics destacats, entre ells Dmitri Xostakóvitx i Aram Khatxaturian. Stravinski no va tornar a casa seva a Hollywood fins al desembre de 1962 en gairebé vuit mesos de viatge continu. Després de l'⁣assassinat de Kennedy el 1963, Stravinski va completar l'Elegy for JFK l'any següent. L'obra de dos minuts la va escriure en dos dies.
A principis de 1964, els llargs períodes de viatge van començar a afectar la salut de Stravinski. El seu cas de policitèmia va empitjorar i els seus amics van notar que els seus moviments i la parla s'havien alentit. El 1965, Stravinski va acceptar que David Oppenheim produís un documental sobre ell mateix per a la cadena CBS. Va implicar un equip de filmació que seguia el compositor a casa i de gira aquell any, i li van pagar 10.000 dòlars per la producció. El documental inclou la visita de Stravinski a Les Tilleuls, la casa de Clarens on hvia escrit la major part de La consagració de la primavera. La tripulació va demanar a les autoritats soviètiques permís per filmar Stravinski tornant a la seva ciutat natal d'Ustilug, però la sol·licitud va ser denegada. El 1966, Stravinski va completar la seva darrera obra important, els Requiem Canticles. El seu darrer intent de composició, Two Sketches for a Sonata, va existir en un manuscrit de fragments breus de piano. Els esbossos van ser publicats per Boosey & Hawkes el 2021.

#### Últims anys i mort, 1967–1971

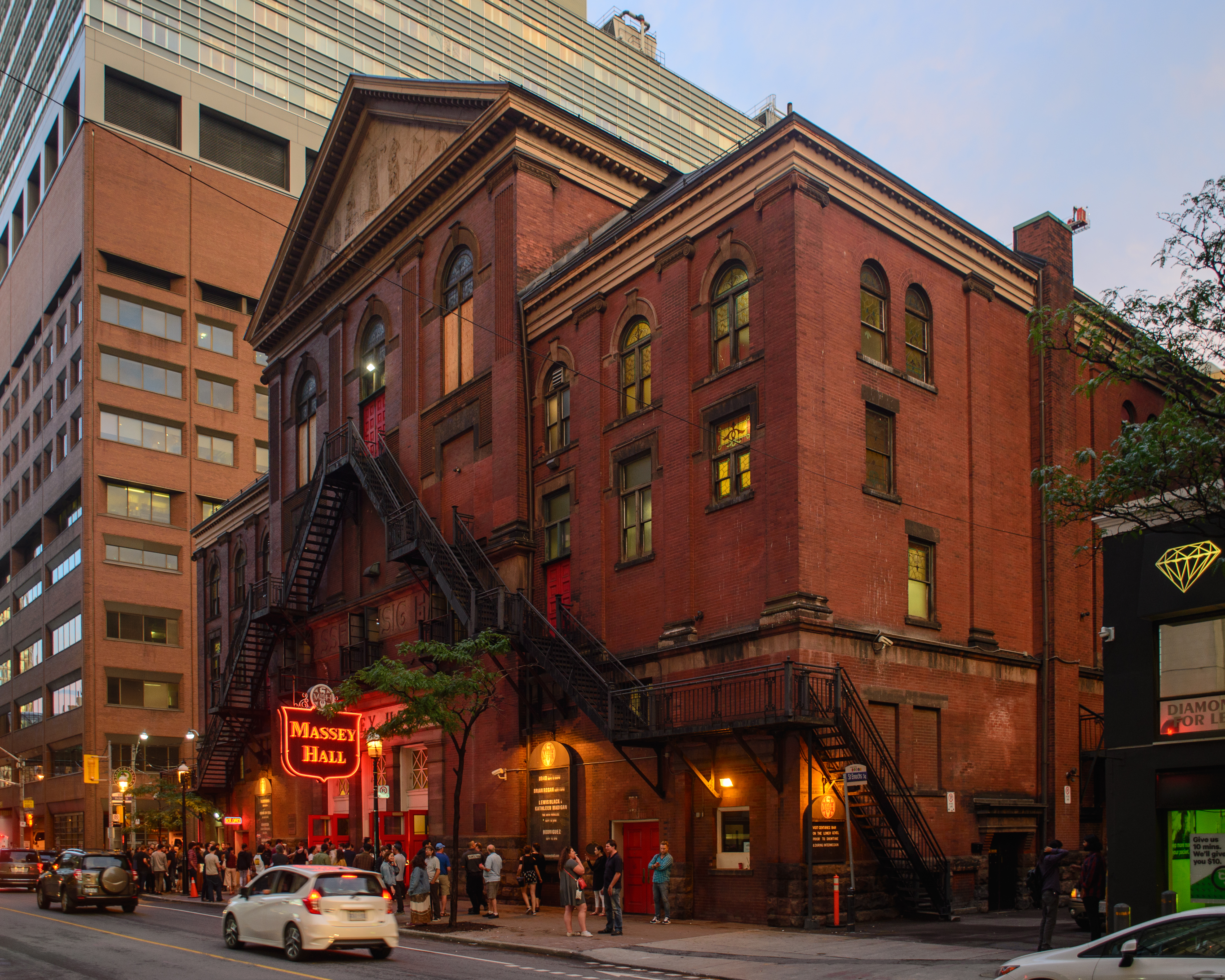
Massey Hall de Toronto, Canadà, fotografiat el 2017

El març de 1967, Stravinski va dirigir L'Histoire du soldat amb l'⁣Òpera de Seattle. En aquest moment, la tarifa típica de Stravinski per actuació havia augmentat a 10.000 dòlars. No obstant això, després que la direcció de Stravinski es tornés "erràtica" i "vaga", segons un crític, Craft va cancel·lar tots els concerts que requerien que Stravinski volés. Una excepció a això va ser un concert al Massey Hall de Toronto el maig de 1967, on va dirigir la suite de Pulcinella relativament poc exigent físicament amb l'⁣Orquestra Simfònica de Toronto. Sense saber-ho, va ser la seva darrera actuació com a director. Mentre estava entre bastidors del lloc, Stravinski va informar Craft que creia que havia patit un ictus. L'agost de 1967, Stravinski va ser hospitalitzat a Hollywood per una hemorràgia d'úlcera d'estómac i trombosi que va requerir una transfusió de sang.
El 1968, Stravinski s'havia recuperat prou com per reprendre les gires pels Estats Units amb ell entre el públic, mentre que Craft ocupava el càrrec de director per a la majoria dels concerts. El maig de 1968, Stravinski va completar l'arranjament per a piano de dues cançons d'⁣Hugo Wolf per a una petita orquestra. A l'octubre, els Stravinski i els Craft van viatjar a Zúric per resoldre qüestions comercials amb la família de Stravinski. Els tres es van plantejar traslladar-se a Suïssa, ja que s'havien tornat cada cop menys aficionats a Hollywood, però van decidir no fer-ho i van tornar als EUA.
L'octubre de 1969, després de prop de tres dècades a Califòrnia i els seus metges li neguessin a Stravinski viatjar a l'estranger a causa de problemes de salut, els Stravinski van aconseguir un lloguer de dos anys per a un apartament de luxe de tres dormitoris a Essex House a la ciutat de Nova York. Craft es va traslladar amb ells, posant efectivament la seva carrera en suspens per tenir cura del compositor malalt. Entre els projectes finals de Stravinski hi havia l'orquestració de dos preludis d'El clavecí ben temprat de Bach, però mai es va completar. El juny de 1970, va viatjar a Évian-les-Bains al costat del llac de Ginebra on es va reunir amb el seu fill gran Fiódor i la seva neboda Xènia.

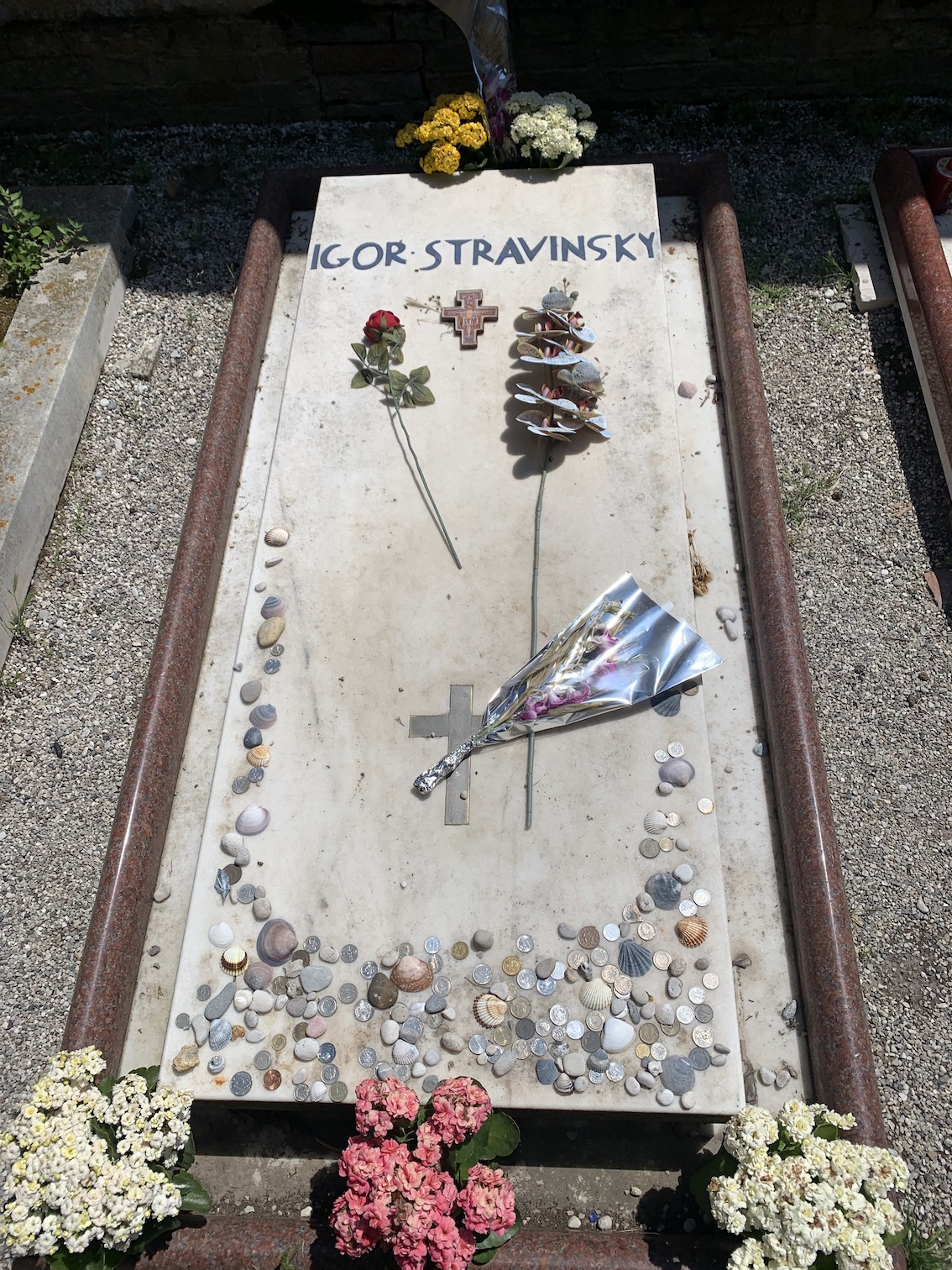
La tomba de Stravinski a Venècia

El 18 de març de 1971, Stravinski va ser traslladat a l'hospital Lenox Hill amb edema pulmonar on va estar deu dies. El 29 de març, es va traslladar a un apartament recentment moblat al 920 de la Cinquena Avinguda, el seu primer apartament a la ciutat des que va viure a París el 1939. Després d'un període de benestar, l'edema va tornar el 4 d'abril i Vera Stravinski va insistir que s'havia d'instal·lar equip mèdic a l'apartament. Stravinsky aviat va deixar de menjar i beure i va morir a les 5:20 del matí del 6 d'abril a l'edat de 88 anys. La causa del seu certificat de defunció és la insuficiència cardíaca. Tres dies després es va celebrar un funeral a la capella funerària de Frank E. Campbell. D'acord amb els seus desitjos, va ser enterrat a la cantonada russa de l'illa del cementiri de San Michele a Venècia, a uns quants metres de la tomba de Serguei Diàguilev, després d'haver estat portat allí en góndola després d'un servei a Santi Giovanni e Paolo dirigit per Cherubin Malissianos, Archimandrita de l'⁣Església Ortodoxa Grega. Durant l'ofici es van interpretar els seus Requiem Canticles i música d'orgue d'⁣Andrea Gabrieli.

## Períodes estilístics
La carrera de Stravinski passa per tres grans períodes estilístics distints, pel que la majoria de les seves composicions poden ser considerades com a part d'algun d'ells.

### El període primitiu o rus
El primer dels períodes estilístics principals de Stravinski (excloent alguns treballs menors primerencs) va ser inaugurat pels tres ballets que va compondre per a Diàguilev. Aquests ballets tenen diverses característiques compartides: estan fets per a ser interpretats per orquestres summament grans; els temes i motius argumentals es basen en el folklore rus; i porten la marca de Rimski-Kórsakov tant en el seu desenvolupament com en la seua instrumentació.
El primer dels ballets, L'Ocell de Foc, és notable per la seua inusual introducció (trios de cordes baixes) i per l'orquestració. Petruixka és el primer dels ballets de Stravinski que utilitza la mitologia folklòrica Russa. Però és en el tercer ballet, La consagració de la primavera, el que generalment es considera l'apoteosi del "Període Rus" de Stravinski. Ací, el compositor utilitza la brutalitat de la Rússia pagana, reflectint aquests sentiments en l'agressiva interpretació, harmonia politonal i ritmes abruptes que apareixen al llarg del treball. Hi ha diversos passatges famosos en aquesta obra, però n'hi ha dos especialment cèlebres: el tema de l'obertura basat en els sons del fagot amb les notes en el límit del seu registre, quasi fora de rang; i el colpejat de les cordes accentuat pels corns.
Altres peces d'aquest període són: Renard (1916), Història d'un soldat (Histoire Du soldat) (1918), i Les Noces (1923), instrumentada per a l'original combinació de quatre pianos i percussió, amb participació vocal. En aquestes obres el músic va portar al límit l'herència de l'escola nacionalista russa fins a pràcticament esgotar-la.

### El període neoclàssic
La següent fase del període composicional de Stravinski, solapant al primer lleugerament, ve assenyalada per dos treballs: Pulcinella (1920) i Octet (1923) per a instruments de vent. Ambdós treballs ofereixen el que serà un segell d'aquest període; el retorn de Stravinski a la música clàssica de Mozart, Bach i els seus contemporanis. Aquest estil "neoclàssic", que de fet va nàixer com una oposició a l'arrabassat subjectivisme del romanticisme i l'expressionisme germànic, va suposar l'abandó de les formes pensades per a grans conjunts orquestrals, exigides pels ballets. En aquestes noves obres, compostes aproximadament entre 1920 i 1950, Stravinski utilitza majoritàriament els instruments de vent, el piano, cors i conjunts de cambra. La Simfonia d'Instruments de Vent (1920) i la Simfonia dels salms estan entre els millors treballs compostos per a vents.
Altres treballs com Èdip Rei (Oedipus Rex) (1927), Apol·lo, déu de les muses (Apollon Musagéte) (1928) i el Concert en Mi bemoll (Dumbarton Oaks) (1931), continuen aquesta tendència. Nadia Boulanger, que va suposar un suport i un impuls determinants per a difondre l'obra de Stravinski, va intentar fer ús dels seus contactes en Amèrica per a l'estrena d'aquesta última obra, que va tenir lloc el 1938 sota la seva direcció.
Alguns dels principals treballs d'aquest període són les tres simfonies: la Simfonia dels salms (Symphonie des Psaumes) (1930), Simfonia en Do (1940) i Simfonia en Tres Moviments (1945). Apollon, Perséphone (1933) i Orpheus (1947) també indiquen que Stravinski no només volia un retorn a la música del període clàssic, sinó també als temes clàssics, en aquest cas a la mitologia grega.
El pinacle d'aquest període és l'òpera The Rake's Progress (La carrera del llibertí) completada el 1951. Aquesta òpera, escrita per W.H. Auden i basada en les pintures i gravats de William Hogarth, comprèn tot el que Stravinski havia perfeccionat en els 30 anys anteriors al seu període neoclàssic. La música és directa i innovadora; empra l'harmonia tonal clàssica però amb l'ús de dissonàncies sorprenents; s'hi poden trobar els atrevits ritmes propis genuïns de Stravinski; però recorda a les òperes i temes de Monteverdi, Gluck i Mozart.
A França, el neoclassicisme estava rebrent bastants de crítiques i va ser Nadia Boulanger la que va defendre l'obra de Stravinski. Després de l'òpera The Rake's Progress, Stravinski no va escriure mai més un altre treball "neoclàssic", començant a compondre la música que vindria a definir el seu canvi estilístic final.

### El període dodecafònic o serialista
Només després de la mort d'Arnold Schönberg, l'inventor del dodecafonisme, el 1951, Stravinski comença a utilitzar aquesta tècnica en els seus propis treballs. Sens dubte, Stravinski es va recolzar en la seua comprensió, i fins i tot la seua conversió, al mètode dels dotze tons en el seu confident i ajudant Robert Craft, qui havia estat un defensor d'aquest mètode musical. D'aquesta manera, els següents quinze anys Stravinski serà serialista.
Stravinski va començar a impregnar-se de la tècnica dodecafònica en uns primers treballs vocals poc ambiciosos com Cantata (1952), Tres Cançons de Shakespeare (1953) i In Memoriam Dylan Thomas (1954), com si estiguera provant el mètode. Posteriorment va començar a expandir l'ús de la tècnica en obres sovint basades en textos bíblics com Canticum sacrum i Threni (1958), A Sermon, a Narrative and a Prayer (1961), i El Diluvi (1962). A més durant aquesta etapa sobreïxen títols com Moviments per a piano i orquestra (1959), Monumentum pro Gesualdo i Requiem canticles (1966), encara que cap d'aquests ha obtingut el nivell d'acceptació de les obres de les dues èpoques precedents.
Un treball important de transició d'aquest període és el seu retorn al ballet: Agon, un treball per a dotze ballarins escrit entre 1954 i 1957. Alguns números de Agon recorden la tonalitat de la "nota-blanca" del període neoclàssic, mentre que en altres (el Bransle Gay, per exemple) utilitza el mètode serial. El ballet és així una mena d'enciclopèdia en miniatura de Stravinski, contenint molts dels estils i característiques que poden ser trobats al llarg de les seues composicions, primitivisme, neoclassicisme, o serialisme: peculiaritat rítmica i experimentació, enginy harmònic i habilitat per a l'orquestració impetuosa i autoritària. De fet, aquestes característiques són les que fan que les obres de Stravinski siguen úniques front a les obres de compositors serials contemporanis.

## La seua influència i innovació
El treball de Stravinski abasta múltiples estils compositius, revolucionant l'orquestració i comprenent diversos gèneres, pràcticament va reinventar el ballet, incorporant-hi múltiples cultures, idiomes i literatures. Com a conseqüència, la seua influència sobre els seus col·legues durant la seua vida i posteriorment a la seua mort va ser, i ho continua sent, considerable.

### Les innovacions compositives
Stravinski va començar a repensar l'ús del "motiu" i l'ostinato ja en el ballet L'ocell de foc, però l'ús d'aquests elements va atènyer el seu complet desplegament en La consagració de la primavera.
Els "motius", que es desenvolupen usant una frase musical distintiva que és a continuació alterada i desenvolupada al llarg d'una peça musical té els seus orígens en la sonata de l'era de Mozart. El primer gran innovador en aquest mètode va ser Beethoven; el cèlebre "motiu del destí" que obri la Cinquena Simfonia reapareix sorprenentment al llarg de l'obra. No obstant això, la manera en què Stravinski desenvolupa els "motius" és completament original a causa de les permutacions. En "La consagració de la primavera" introdueixen permutacions additives, és a dir, elimina o agrega una nota a un motiu sense tenir en compte els canvis en la mètrica.
En aquest ballet també és remarcable l'ús implacable dels "ostinati". El passatge més famós, mencionat anteriorment, és l'ostinato de l'octava nota de les cordes accentuades per vuit trompes, en la secció Auguris Primaverals (Danses de les adolescents). Aquest és, potser, el primer cas en la música d'un ‘'ostinato estés que no s'usa ni per a la variació ni per a l'acompanyament de la melodia. En diversos altres moments, Stravinski empra diversos ostinati sense tenir en compte l'harmonia o el ‘'tempo de l'obra, creant un pastitx, una mena d'equivalent musical al cubisme en la pintura. Aquests passatges no només són notables per la seua qualitat-pastitx sinó també per la seua longitud: Stravinski els tracta com un tot, com a seccions musicals completes.
Aquestes tècniques han estat utilitzades posteriorment per compositors minimalistes com Terry Riley i Steve Reich.

### El neoclassicisme
Stravinski no va ser el primer practicant de l'estil neoclàssic; de fet el compositor alemany Richard Strauss podria ser el primer i principal exemple (va compondre l'òpera "a la manera de Mozart" Der Rosenkavalier el 1910, quan Stravinski estava començant els treballs del seu període rus). Altres, com Max Reger, havien produït obra a la manera de Bach molt abans que Stravinski. No obstant cal dir que certament aquest últim va ser un músic neoclàssic intel·ligent. L'estil neoclàssic s'adoptaria després per compositors tan diversos com Darius Milhaud i Aaron Copland. Serguei Prokófiev una vegada va reprendre a Stravinski pels seus amaneraments neoclàssics, encara que simpàticament, ja que Prokófiev havia utilitzat música semblant per a la seua Simfonia No.1 de 1916-17.
Stravinski va anunciar el seu nou estil en 1923 amb la seua delicada obra per a vents Octet. Les harmonies clares, recordant l'era de la música clàssica de Mozart i Bach, i les combinacions més simples de ritme i melodia eren una contestació directa a les complexitats de la Segona Escola de Viena.
Entre 1920 i 1930, el neoclassicisme va ser acceptat com a gènere modern prevalent als cercles musicals arreu del món. Irònicament, va ser el mateix Stravinski qui va anunciar la mort del neoclassicisme, almenys en el seu propi treball, i tal vegada per al món, amb l'estrena de la seua òpera The Rake's Progress el 1951. Una mena de testament final del neoclassicisme, l'òpera va ser àmpliament criticada per "mirar massa enrere", fins i tot per aquells que havien lloat el nou estil només tres dècades abans.

### Cita i pastitx
Encara que l'ús de la cita musical no era nou, Stravinski va compondre obres basades en la distorsió sencera de peces de compositors anteriors. Un primerenc exemple n'és Pulcinella de 1920, per a la qual utilitza música de Giovanni Battista Pergolesi com a matèria primera, de vegades utilitzant-la directament i d'altres reinventant-la. I continuà utilitzant-la també, en El bes de la fada de 1928, basada en peces de piano de Txaikovski. I repetí amb el mateix sistema tècnic amb la Simfonia dels Salms 1930.
Altres exemples de cites distorsionades són l'ús de música de Schubert en la Circus Polka (1942) i Happy Birthday to You al Greeting Prelude (1955).

### Ús de material popular
Va haver altres compositors de principis del segle xx que recolliren música popular i l'utilitzaren en la seua obra, per exemple Manuel de Falla, Béla Bartók o Zoltán Kodály. En La consagració de la primavera ja es poden trobar cites de temes populars russos, sobre els que Stravinski fa una vertadera dissecció fins a deixar-los en el seu esquema bàsic, només melòdic, per a després manipular-los de nou amb inversions, disminucions o notes afegides fins a fer-los pràcticament irregognoscibles. La transformació és tal que només en recents estudis s'hi han pogut posar al descobert els temes originals.

### Innovacions orquestrals
Les darreries del segle xix i els inicis del segle xx van veure un progrés accelerat de la tècnica orquestral. Compositors com Anton Bruckner i Gustav Mahler van fer-hi grans contribucions, sent, al seu torn influïts per l'expansió que Richard Wagner havia fet de l'orquestra simfònica clàssica.
Stravinski va continuar aquesta tendència de la música romàntica, especialment en els primers ballets. Però a partir de llavors va fer un tomb i va començar a innovar indroduint noves combinacions d'instruments. Per exemple en L'Histoire du Soldat el conjunt instrumental inclou un clarinet, un fagot, trombó tenor i baix, contrabaix, corneta, violí i percussió, una estranya combinació per a l'època (1918). Aquesta combinació de diferents timbres esdevindria característica de la música de després de la Segona Guerra Mundial.
Altra innovació notable de la tècnica orquestral que pot ser parcialment atribuïda a Stravinski és l'explotació dels rangs extrems dels instruments. El més cèlebre passatge de La consagració de la primavera és l'inici, on Stravinski utilitza els fagots en les octaves extremes per tal de simular l'alba (el despertar) d'un matí de primavera.
Cal dir, això no obstant, que altres compositors com ara Anton Webern, Gerald Berners, Alban Berg, Roger Huntington Sessions o Arnold Schönberg també van explorar algunes d'aquestes tècniques instrumentals i que la seua influència en les posteriors generacions de músics va igualar, si no superar, a la de Stravinski.

## Llista d'obres

### Llibres
- Poètica Musical. Girona: Accent Editorial, 2008. Traducció d'Oriol Ponsatí-Murlà. Pròleg de Benet Casablancas.

### Ballets
- L'Ocell de foc (l'oiseau de feu), per a orquestra (1911)
- Petruixka, per a orquestra (1912)
- La consagració de la primavera (Le sacre du printemps), per a orquestra (1913)
- Pulcinella, per a orquestra de cambra i solistes (1920)
- Apol·lo, déu de les muses (Apollon Musagète), per a orquestra de corda (1928)
- El bes del fada (Le Baiser de la fée), per a orquestra (1928)
- Perséphone, per a narrador, solistes, doble cor i orquestra (1933)
- Jeu de cartes, per a orquestra (1936)
- Scènes de ballet, per a orquestra (1944)
- Orpheus, per a orquestra de cambra (1947)
- Agon, per a orquestra de cambra (1957)

### Obres orquestrals
- Simfonia en mi bemoll (1907)
- Scherzo fantastique (1908)
- Focs artificials (Feu d'artifice) (1908)
- El cant del rossinyol (1917)
- Quatre études, per a orquestra (1918)
- Simfonia d'instruments de vent (1920)
- Suite de Pulcinella, per a orquestra (1920)
- Le Chant du rossignol, poema simfònic (1921)
- Suite No.2, per a orquestra de cambra (1921)
- Suite No.1, per a orquestra de cambra (1925)
- Concert per a piano i instruments de vent (1925)
- Capriccio, per a piano i orquestra (1929)
- Concert per a violí en Re (1931)
- Divertimento per a orquestra, Suite de El bes del fada (1934)
- Preludium for jazz band (1937)
- Concert en mi bemoll "Dumbarton Oaks", per a orquestra de cambra (1938)
- Simfonia en do (1940)
- Circus polka, per a orquestra (1942)
- Danses concertantes, per a orquestra de cambra (1942)
- Four norwegian moods, per a orquestra (1942)
- Ode, per a orquestra (1943)
- Scherzo a la russe, per a orquestra (1944)
- Simfonia en tres moviments (1945)
- Ebony concerto, per a clarinet i banda de jazz (1945)
- Concert en re, per a orquestra de corda (1946) amb coreografia de Jerome Robbins (coreògraf)
- Tango, per a orquestra de cambra (1940/1953)
- Greeting prelude, per a orquestra (1955)
- Moviments, per a piano i orquestra (1958-1959)
- 8 instrumental miniatures, per a 15 interpretes, orquestració de Les Cinq Doigts (1963)
- Variacions (Variations), en memòria d'Aldous Huxley (1963-1964)

### Obres per a piano
- Tarantella, per a piano (1898)
- Scherzo, per a piano (1902)
- Sonata en Fa sostingut menor, per a piano (1904)
- Quatre Etudes, per a piano OP.7 (1908)
- La consagració de la primavera (Le Sacre du Printemps) per a dos pianos (1913)
- Valse des fleurs, per a dos pianos (1914)
- Trois piéces faciles, per a dos pianos (1915)
- Souvenir d'une marche boche per a piano (1915)
- Cinq piéces faciles, per a dos pianos (1917)
- Valse pour les Enfants, per a piano (1917)
- Piano Rag Music, per a piano (1919)
- Chorale, per a piano (1920)
- Les Cinq Doigts, per a piano (1921)
- Sonata, per a piano (1924)
- Serenade, per a piano (1925)
- Concert per a dos pianos (1935)
- Tango, per a piano (1940)
- Sonata per a dos pianos (1943)
- Two Sketches for a Sonata, per a piano (1967)

### Obres de cambra
- Tres peces per a quartet de corda (1914)
- Burleske, per a orquestra de cambra (1916)
- Pour Pablo Picasso, peça per a clarinet (1917)
- Cànon per a dos trompes (1917)
- Pribaoutki (1917)
- Duet per a dos fagots (1918)
- Suite d'Història del soldat (Histoire Du Soldat), per a violí, clarinet i piano (1919)
- Tres peces per a clarinet (1919)
- Concertino per a quartet de corda (1920)
- Octet, per a instruments de vent (1923)
- Duo Concertant per a violí i piano (1932)
- Pastorale, per a violí i piano (1933)
- Suite Italienne (de Pulcinella), per a violí o violoncel i piano (1933-1934)
- Elegy, per a sol de viola (1944)
- Septet (1953)
- Epitaphium, per a flauta, clarinet i arpa (1959)
- Double Canon, per a quartet de corda en memòria de Raoul Dufy (1959)
- Monumentum Pro Gesualdo Da Venosa (arranjament), per a grup de cambra (1960)
- Fanfare for a New Theatre, per a dues trompetes (1964)

### Obres corals
- El rei dels estels (Le roi des étoiles), per a cor d'hòmens i orquestra (1912)
- Les noces (1923)
- Pater Noster (1926)
- Simfonia dels salms (Symphonie des Psaumes), per a cor i orquestra (1930)
- Missa (1948)
- Cantata per a soprano, tenor, cor femení, 2 flautes, oboè, corn anglès i violoncel (1953-1954)
- Canticum Sacrum (1955)
- Threni (1958)
- A Sermon, a Narrative and a Prayer (1961)
- Abraham and Isaac (1963)
- Introitus (1965)
- Requiem Canticles (Càntics de rèquiem) (1966)

### Òpera/Teatre
- Le Rossignol (El rossinyol) (1914)
- Renard (1916)
- Histoire du Soldat (Història del soldat), per a grup de cambra, dos solistes i narrador (1918)
- Mavra (1922)
- Oedipus Rex (Èdip rei) (1927)
- Perséphone (1934)
- Babel (1944)
- The Rake's Progress (1951)
- The Flood (El Diluvi) (1962)

### Obres vocals
- Romança, per a veu i piano (1902)
- Faun and Shepherdess, per a mezzosoprano i orquestra OP. 2 (1907)
- Pastorale, per a soprano i piano (1907)
- Two Melodies per a mezzosoprano i piano OP.6 (1908)
- Deux poèmes de Paul Verlaine, per a baríton i orquestra OP.9 (1910/1951)
- Two Poems of K. Balmont per a veu i piano o petita orquestra (1911/1954)
- Trois poésies de la lyrique japonaise per a veu i piano o veu i orquestra de cambra (1913)
- Trois petites chansons, per a veu i piano (o petita orquestra) (1913/1930)
- Pribaoutki, per a veu, flauta, oboè, clarinet, fagot, violí, viola, violoncel i contrabaix (1914)
- Berceuses du Chat, per a contralt i tres clarinets (1916)
- Three Tales for Children, per a veu i piano (1917)
- Four Russian Peasant Songs, Per a veu femenina sense acompanyament (1917)
- Berceuse, per a veu i piano (1918)
- Quatre chants russes, per a veu i piano (1918/1919)
- Petit ramusianum harmonique, per a veu solitària o cor (1938)
- Tres cançons de William Shakespeare, per a mezzosoprano, flauta, clarinet i viola (1953)
- Quatre cançons Russes (Four Russian Songs), per a mezzosoprano, flauta, arpa i guitarra, versió de Quatre chants russes i de Three Tales for Children (1954)
- Dos poemes de K. Balmont (1954)
- In Memoriam Dylan Thomas (1954)
- Elegy for J.F.K., per a baríton i tres clarinets (1964)
- The Owl and the Pussy Cat, per a soprano i piano (1966)